# China Railway Group
China Railway Group Limited — одна из крупнейших строительных компаний Китая, один из крупнейших в мире подрядчиков в области транспортной инфраструктуры (входит в число сорока крупнейших компаний страны и в число 500 крупнейших компаний мира). Основана в 2007 году, котируется на Шанхайской и Гонконгской фондовых биржах. Контрольный пакет акций принадлежит государственной холдинговой компании China Railway Engineering Corporation. 
China Railway Group специализируется на проектировании и строительстве железных дорог, линий метро, автомобильных магистралей, мостов, тоннелей, вокзалов, аэропортов, портов, доков, дамб, плотин, каналов, канализационных систем, жилых и спортивных объектов, а также на инвестициях в недвижимость, консалтинге, производстве строительной техники, бурового оборудования и стальных конструкций, добыче полезных ископаемых. По состоянию на 2019 год выручка China Railway Group составляла 110,5 млрд долл., прибыль — 2,6 млрд долл., активы — 137,3 млрд долл., рыночная стоимость — 24,3 млрд долл., в компании работало свыше 282 тыс. сотрудников.
China Railway Group и её дочерние компании являются активными участниками проектов «Один пояс и один путь» и «Новый шёлковый путь», которые имеют масштабную политическую и финансовую поддержку со стороны властей КНР. 

## История
В 1950 году при Министерстве железных дорог Китая были созданы Главное бюро строительства и Главное бюро проектирования, позже объединённые в Главное бюро капитального строительства Китая. В 1989 году Главное бюро капитального строительства было выделено из состава Министерства железных дорог и преобразовано в компанию China Railway Engineering Corporation (CREC), которая отвечала за строительство новых железнодорожных путей. 12 сентября 2007 года CREC инициировала создание отдельной дочерней компании China Railway Group Limited, которая 3 декабря 2007 года вышла на Шанхайскую фондовую биржу, а 7 декабря 2007 года — на Гонконгскую фондовую биржу.
Со временем в состав China Railway Group были включены бывшие строительные бюро № 1 — 10, входившие в состав Министерства железных дорог и позже приватизированные. В марте 2008 года акции China Railway Group вошли в состав Hang Seng China Enterprises Index. В 2015 году China Railway Group стала крупнейшей строительной компанией мира по сумме выручки. За свою историю China Railway Group построила более 2/3 железных дорог Китая, в том числе 90 % электрифицированных железных дорог Китая, а также 1/8 скоростных автомагистралей Китая и 3/5 городских железных дорог страны (линии метро, электрички и трамвая).
По итогам 2021 года общий доход China Railway Group Limited превысил 1,07 трлн юаней, увеличившись на 10,11 % в годовом исчислении. В первом полугодии 2022 года стоимость новых контрактов, заключенных China Railway Group за рубежом, составила 79,83 млрд юаней (11,79 млрд долл. США), увеличившись на 90,7 % в годовом исчислении. За этот же период внутри страны компания подписала контракты на общую сумму 1,13 трлн юаней, что на 14,1 % больше, чем годом ранее. В первом полугодии 2022 года наибольший объем новых контрактов на сумму около 1,03 трлн юаней пришёлся на инфраструктурное строительство (+ 13,7 % в годовом исчислении).

## Акционеры
Крупнейшими акционерами China Railway Group являются Фонд социальной безопасности Китая (7,9 %), SASAC (3,9 %), China Asset Management (3,6 %), The Vanguard Group (2,9 %), BlackRock Fund Advisors (2,2 %), Yinhua Fund Management (2,1 %).

## Структура
В состав China Railway Group входит несколько десятков дочерних компаний:

### Строительство инфраструктуры
Подразделения China Railway Group проектируют и строят высокоскоростные железные и автомобильные дороги, линии метро и городской электрички, а также мосты, туннели, вокзалы, городские площади, транспортные развязки и очистные сооружения. Структуры China Railway Group принимали участие в строительстве Пекинского метрополитена, Тяньцзиньского метрополитена, Шанхайского метрополитена, метрополитена Гуанчжоу, метрополитена Чэнду, Шэньчжэньского метрополитена, Гонконгского метрополитена, Чунцинского метрополитена и Ханойского метрополитена.  
- The First Engineering Bureau
- China Railway No.2 Group
- China Railway No.3 Engineering Group
- China Tiesiju Civil Engineering Group
- China Railway No.5 Engineering Group
- China Railway Sixth Group
- China Railway Seventh Group
- China Railway No.8 Engineering Group
- China Railway No.9 Group
- China Railway No.10 Engineering Group
- China Railway No.11 Bureau Group[15]
- China Railway Major Bridge Engineering Group
- China Railway Tunnel Group
- China Railway Electrification Engineering Group
- China Railway Construction Engineering Group
- Wuhan Railway Electrification Bureau Group
- China Railway Guangzhou Engineering Group
- China Railway Beijing Engineering Group
- Shanghai Civil Engineering Co.
- Tibet Railway Construction

### Зарубежное строительство
За пределами Китая более 60 тыс. сотрудников China Railway Group строят железные и автомобильные дороги, линии метро, мосты и электростанции. В 2016 году объём зарубежных заказов China Railway Group превысил 1,1 млрд долларов.
- China Railway International Group
- China Railway Orient International Group

### Проектирование и консалтинг
Структуры China Railway Group обследуют перспективные участки, планируют строительство железных и автомобильных дорог, готовят технико-экономическое обоснование проектов, осуществляют строительный надзор, а также консультируют клиентов по вопросам строительства. 
- China Railway Eryuan Engineering Group
- China Railway Liuyuan Group
- China Railway Huatie Engineering Design Group
- Railway Engineering Consulting Group
- China Railway Academy
- China Railway Talent Exchange Consulting

### Производство строительной техники и оборудования
Дочерние компании China Railway Group разрабатывают и выпускают мостовые стальные конструкции, стрелочные переводы, стальные рельсы, железобетонные опоры, звуковые барьеры, железнодорожное электротехническое оборудование, трансформаторы, распределители питания, электропроводку, проходческие щиты, тоннелепроходческие комплексы, плавучие краны, портовые краны, машины для монтажа мостовых пролётов, оборудование для укладки рельсов, самоходные модульные транспортеры, погрузчики и экскаваторы. Основные машиностроительные и металлообрабатывающие предприятия China Railway Group расположены в городах Шаньхайгуань, Баоцзи, Нанкин, Янчжоу, Жугао, Мачэн, Цзюцзян, Чжуншань, Ухань, Хэфэй и Хух-Хото.  
- China Railway Hi-Tech Industry Corporation
- China Railway Shanhaiguan Bridge Group
- China Railway Baoji Bridge Group
- China Railway Science & Industry Group
- China Railway Engineering Equipment Group

Компания China Railway Engineering Equipment Group (заводы в Чжэнчжоу и Шанхае) является крупнейшим в мире производителем крупногабаритных тоннелепроходческих комплексов.

### Недвижимость

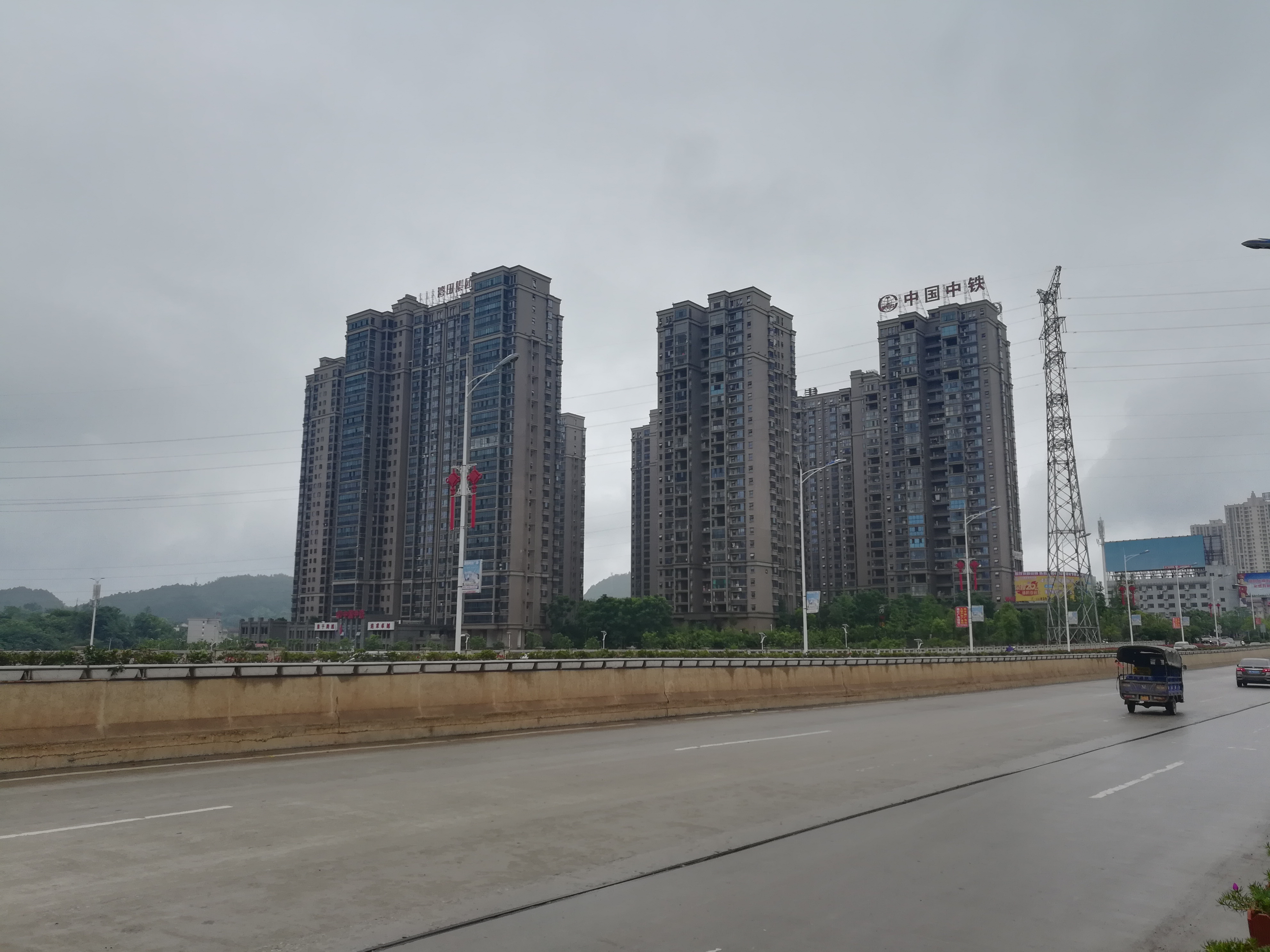
Жилой комплекс China Railway Group в провинции Хунань

Структуры China Railway Group инвестируют в недвижимость, строят различные объекты и управляют жилой, коммерческой и туристической недвижимостью. Основные активы China Railway Group в области недвижимости сконцентрированы в Пекине, Шэньчжэне, Шанхае, Гуанчжоу, Чэнду, Сиане, Гуйяне, Ухане, Циндао, Сямыне, Тэнчжоу и Санье.
- China Railway Real Estate Development Group
- China Railway Cultural Tourism Investment Group

### Разработка ресурсов и поставки
Структуры China Railway Resources Group добывают и перерабатывают медь и кобальт в Конго, свинец и цинк в Монголии, молибден в провинции Хэйлунцзян, уголь во Внутренней Монголии, а также золото, серебро и другие ресурсы в Австралии.
- China Railway Resources Group
- China Railway Material Trade Group

### Финансы и инвестиции
- China Railway Trust
- China Railway Finance
- China Railway Capital
- China Railway Investment Group
- China Railway Communications Investment Group
- China Railway Southern Investment Group
- China Railway Development & Investment
- China Railway City Development & Investment
- China Railway (Shanghai) Investment

### Научные исследования
- Национальная инженерная лаборатория скоростного железнодорожного строительства
- Национальная лаборатория щитовых и буровых технологий
- Национальная лаборатория структурной стабильности и безопасности мостов
- Институт China Railway по рекогносцировке и проектированию мостов

## Крупнейшие проекты
China Railway Group занимает значительную долю китайского строительного рынка и активно работает в сфере инфраструктурного строительства в странах Африки (Эфиопия, Джибути, Судан, Алжир, Марокко, Сенегал, Мали, Гвинея, Сьерра-Леоне, Либерия, Гана, Бенин, Кот-д’Ивуар, Экваториальная Гвинея, Габон, Демократическая Республика Конго, Уганда, Кения, Танзания, Мозамбик, Зимбабве, Замбия, ЮАР, Ангола, Ботсвана), Ближнего Востока (Саудовская Аравия, ОАЭ, Ливан, Израиль, Иран), Южной Азии (Бангладеш, Непал), Юго-Восточной Азии (Вьетнам, Лаос, Таиланд, Сингапур, Малайзия, Индонезия, Восточный Тимор), Восточной Азии (Монголия), Латинской Америки (Венесуэла), Восточной Европы (Россия, Белоруссия, Польша) и Океании (Фиджи). 

### Проекты в Китае
- Циньшэньская железная дорога (2003)
- Шанхайский маглев (2004)
- Шанхайский международный автодром (2004)
- Мост Дунхай (2005)
- Цинхай-Тибетская железная дорога (2006)
- Лхасский вокзал (2006)
- Мост через залив Ханчжоувань (2008)
- Междугородная железная дорога Пекин — Тяньцзинь (2008)
- Пекинский южный вокзал (2008)
- Скоростная железная дорога Ухань — Гуанчжоу (2009)
- Скоростная железная дорога Нинбо — Тайчжоу — Вэньчжоу (2009)
- Мост Тяньсинчжоу (2009)
- Пекин-Шанхайская высокоскоростная железная дорога (2011)
- Циндаоский мост через залив (2011)
- Скоростная железная дорога Харбин — Далянь (2012)
- Скоростная железная дорога Пекин — Гуанчжоу (2012)
- Скоростная железная дорога Сямынь — Шэньчжэнь (2013)
- Скоростная железная дорога Ланьчжоу — Урумчи (2014)
- Финансовый центр Чжунчжоу-Холдингс (2015)
- Скоростная железная дорога Гуанчжоу — Шэньчжэнь — Гонконг (2018)
- Мост Гонконг — Чжухай — Макао (2018)
- Метрополитен Циндао (2020)[25]
- Скоростная железная дорога Фучжоу — Сямынь (2021)

### Зарубежные проекты
- Танзамская железная дорога
- Аддис-Абебский скоростной трамвай
- Пальмовые острова в Дубае
- Легкорельсовая транспортная система Тель-Авива
- Сингапурский метрополитен
- Ханойский метрополитен
- Камчикский тоннель
- Железнодорожный мост Нижнеленинское — Тунцзян
- Высокоскоростная магистраль Москва — Казань
- Берёзовская ГРЭС
- Мост через реку Падма[26]

Дочерняя компания China Railway Tunnel Group принимала участие в строительстве тоннеля под Камчикским перевалом (Узбекистан) и тоннеля под Крестовым перевалом (Грузия).

## Деятельность
|                     | 2004  | 2005  | 2006  | 2007  | 2008  | 2009  | 2010  | 2011  | 2012  | 2013  | 2014  | 2015  | 2016  | 2017  | 2018  |
| ------------------- | ----- | ----- | ----- | ----- | ----- | ----- | ----- | ----- | ----- | ----- | ----- | ----- | ----- | ----- | ----- |
| Оборот              | 86,83 | 111,4 | 153,6 | 177,4 | 225,0 | 334,1 | 456,2 | 442,2 | 465,6 | 540,4 | 590,2 | 599,9 | 632,9 | 688,8 | 740,4 |
| Чистая прибыль      | 0,408 | 0,460 | 2,739 | 2,835 | 1,669 | 7,322 | 8,211 | 7,310 | 8,069 | 10,08 | 10,68 | 11,79 | 12,70 | 14,20 | 17,44 |
| Активы              | 85,04 | 103,3 | 143,1 | 216,3 | 251,9 | 314,8 | 391,6 | 468,7 | 550,7 | 628,0 | 682,9 | 713,5 | 754,3 | 844,0 | 942,5 |
| Собственный капитал | 8,236 | 9,246 | 10,51 | 59,74 | 60,92 | 66,97 | 74,12 | 80,53 | 87,99 | 96,63 | 108,9 | 139,2 | 149,0 | 169,6 | 222,0 |